# Alberto Sonsol
Alberto Sonsol (Montevideo, 26 de noviembre de 1957-Íb., 25 de marzo de 2021) fue un periodista deportivo, presentador y locutor uruguayo.

## Biografía
Sonsol debutó en radio en Radio Universal en 1984 durante las transmisiones de básquetbol, y al año siguiente se convirtió en relator. Luego siguió dicha labor en Radio Sarandí Sport 890 desde 1997 hasta 2016, donde eventualmente también se dedicaría al fútbol como relator y panelista. Finalmente se desempeñó en idénticos roles en Radio El Espectador desde 2017 hasta su muerte.
En televisión, trabajó en Tenfield / VTV desde 1999 como el relator principal de la Liga Uruguaya de Básquetbol al lado de Carlos Peinado en los comentarios. También para dicho canal relató los encuentros de la Selección de baloncesto de Uruguay, tanto en partidos amistosos como en competencias internacionales organizadas por la FIBA. En 2019 se convirtió además en el relator principal de los partidos de fútbol de la Primera División de Uruguay de fútbol acompañado de los comentarios de Juan Carlos Scelza.
Además, fue panelista y luego presentador de La hora de los deportes de Canal 5 hasta su muerte. También condujo el programa 6,25 Basquet por Canal 12. Desde 2013 trabajó en Canal 10 como presentador de la sección deportiva de la edición central de Subrayado y como panelista en Cortita y al pie y en Punto Penal.
También en Canal 10, condujo el programa de entretenimiento Escape perfecto con Annasofía Facello, y en 2020 comenzó a participar en Polémica en el bar Uruguay. En 2021 había comenzado a desplegar sus dotes actorales en la versión uruguaya del clásico programa de entretenimiento argentino La Peluquería de Don Mateo todos programas televisivos en Canal 10, donde además era el presentador del segmento de deportes en la edición central del histórico noticiero Subrayado
Contrajo matrimonio con Patricia Datz, con quien tuvo tres hijos: Diego, Alejandro y Micaela Sonsol. Su hijo el comunicador Alejandro lo acompañaba en sus trasmisiones deportivas.
Su apellido proviene de una mala interpretación del oficial migratorio uruguayo. Su abuelo, al arribar al Uruguay, tenía el apellido Schonsho, pero fue inscripto como Sonsol. Y así quedó para la posteridad. 

## Fallecimiento
El 12 de marzo de 2021 se dio a conocer la noticia de que había contraído COVID-19. El 16 de marzo fue hospitalizado en el Hospital Británico de Montevideo, tras que se le detectara bajo nivel de oxígeno en la sangre. Cuatro días más tarde fue trasladado a la unidad de cuidados intensivos por agravamiento del cuadro. 
Falleció el 25 de marzo de 2021 a los 63 años. Sus restos reposan en el Cementerio Israelita de La Paz.

## Premios
- 2016, Premio Iris de Oro y en mejor conducción masculina.
- 2017, Premio Iris a mejor relator en radio.